# Nervijuncta nigrescens
Nervijuncta nigrescens är en tvåvingeart som beskrevs av Marshall 1896. Nervijuncta nigrescens ingår i släktet Nervijuncta och familjen hårvingsmyggor. Inga underarter finns listade i Catalogue of Life.